# Міжнародний день вегана
Міжнародний день вегана (англ. World Vegan Day) відзначається з 1994 року щорічно 1 листопада, в річницю першої «Веганської спільноти» (англ. Vegan Society), утвореної 1944 року у Великій Британії.

## Статус

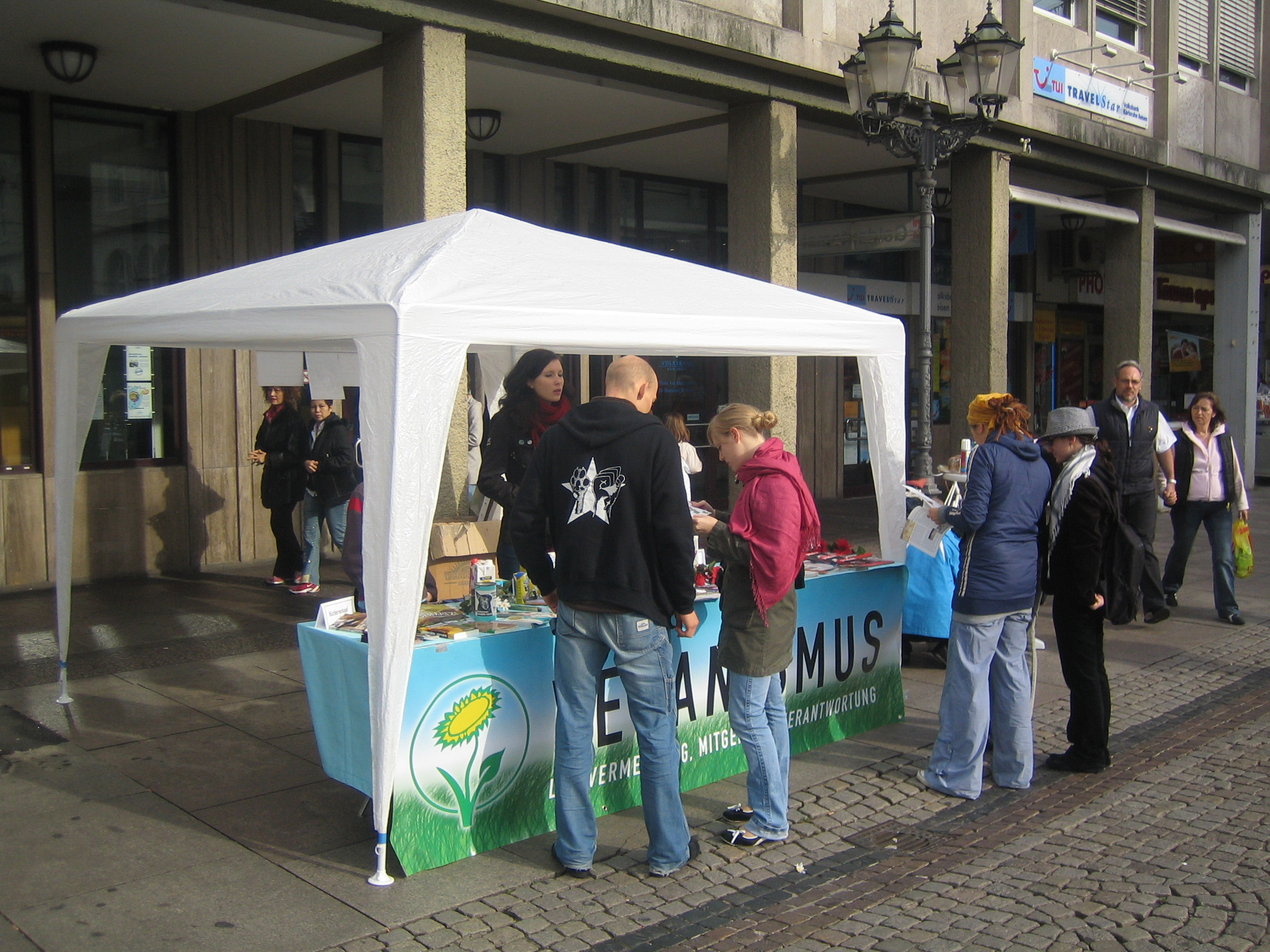
Інформаційний стенд у Карлсруе до «Міжнародного дня вегана» (2006)

Цього дня проводяться заходи та акції, присвячені веганам і веганізму.
Веганізм (веганство) — це спосіб життя, який характеризується, зокрема, надзвичайно ретельним вегетаріанством. Вегани — прихильники веганізму — харчуються і користуються тільки рослинними продуктами, без жодних компонентів тваринного походження.

## Тлумачення
Слово «веган» утворив Дональд Вотсон із перших трьох і двох останніх букв англійського слова «vegetarian» (українською «вегетаріанець», «вегетаріанський»). Цей термін стало вживати «Веганське товариство», засноване Вотсоном у листопаді 1944 року в Лондоні.
Вегани — це надзвичайно ретельні вегетаріанці, які не тільки вилучили зі свого раціону м'ясо та рибу, але й будь-які інші продукти тваринного походження — яйця, молоко, мед тощо. Вони не носять одягу зі шкіри, хутра, вовни, шовку та навіть не користуються продуктами, які тестувалися на тваринах.
Причини відмови можуть бути різними, але головна — небажання бути причетним до вбивства тварин і жорстокого поводження з ними.

## Електронні джерела
- Офіційний сайт [Архівовано 16 жовтня 2007 у Wayback Machine.]